# 紀元前285年
紀元前285年（きげんぜん285ねん）は、ローマ暦の年である。
当時は、「ガイウス・クラウディウス・カニナとマルクス・アエミリウス・レピドゥスが共和政ローマ執政官に就任した年」として知られていた（もしくは、それほど使われてはいないが、ローマ建国紀元469年）。紀年法として西暦（キリスト紀元）がヨーロッパで広く普及した中世時代初期以降、この年は紀元前285年と表記されるのが一般的となった。

## 他の紀年法
- 干支 : 丙子
- 日本
  - 皇紀376年
  - 孝霊天皇6年
- 中国
  - 周 - 赧王30年
  - 秦 - 昭襄王22年
  - 楚 - 頃襄王14年
  - 斉 - 湣王16年
  - 燕 - 昭王27年
  - 趙 - 恵文王14年
  - 魏 - 昭王11年
  - 韓 - 釐王11年
- 朝鮮
  - 檀紀2049年
- ベトナム :
- 仏滅紀元 : 260年
- ユダヤ暦 :

## できごと

### エジプト
- 6月26日 - エジプトのプトレマイオス1世は退位して、3年間の共同統治を行った末子のプトレマイオス2世に王位を継がせた。
- アレクサンドリアの湾に建設された高さ110mのアレクサンドリアの大灯台が完成し、地中海東部の船の目印となった。これは、クニドスのソストラトスによってプトレマイオス2世のために設計されたもので、世界の七不思議の1つとなった。

### セレウコス朝
- デメトリオス1世は軍を引き揚げ、キリキアでセレウコス朝に降伏した。デメトリオス1世はここで幽閉された。

### 中国
- 秦の昭襄王が楚の頃襄王と宛で会合し、趙の恵文王と中陽で会合した。
- 秦の蒙武が斉を攻撃し、9城を陥落させた。
- 斉の湣王は前年に宋を滅ぼしたことに気をよくして、南方の楚や西方の趙・魏・韓に進攻し、東周・西周を併呑して、自分が天子となる計画を立てた。狐咺がこれに反論したため、檀衢で斬刑に処し、陳挙が直言して諫めたため、東閭で殺害した。
- 燕の昭王は楽毅とともに斉を攻撃する計画を立てた。楽毅が趙と盟約するための使者として赴き、別の使者が楚や魏に向かって、斉を攻撃する利害を説いた。諸国は斉の湣王の横暴のために害を被っていたため、燕と連合して斉を攻撃する計画に参加した。

## 死去
- ディカエアルコス - ギリシアの哲学者、地図製作者、地理学者、数学者、作家（紀元前350年生）
- テオプラストス - ギリシアの哲学者（紀元前370年生）